# Horikawa
Horikawa (jap. 堀河天皇, Horikawa-tennō; * 8. August 1079; † 9. August 1107) war der 73. Tennō von Japan. Sein Eigenname war Taruhito (善仁). Er ist nicht zu verwechseln mit dem 86. Tennō Go-Horikawa. 
Horikawa hatte zwar den Thron von 1087 bis zu seinem Tod 1107 inne, besaß aber praktisch keine politische Macht. Im Wesentlichen regierte sein Vater, der Shirakawa-Tennō. In seine Amtszeit fällt 1102 der erste original japanische Druck des gesamten buddhistischen Kanons (Issaikyō).
Sein Sohn, der Toba-Tennō, wurde, nachdem seine Mutter gestorben war, vom Shirakawa-Tennō aufgezogen und zum Kronprinzen von Horikawa gemacht.
Details über seinen Lebenswandel sind fast ausschließlich aus dem Nikki seiner Dienerin Fujiwara no Nagako bekannt, die ein sehr positives Bild ihres Herrschers zeichnete.